# Bahnhof Leibnitz
Bahnhof Leibnitz vasútállomás Ausztriában, Leibnitz városában.

## Vasútvonalak
Az állomást az alábbi vasútvonalak érintik:
- Südbahn
- Sulmtalbahn

## Kapcsolódó állomások
A vasútállomáshoz az alábbi állomások vannak a legközelebb:
- Kaindorf an der Sulm railway station
- Ehrenhausen railway station

## Forgalom
Graz felé 30-60 percenként járnak a S-Bahn Steiermark szerelvényei, Bécs felé távolsági-, Maribor felé pedig nemzetközi vonatok közlekednek.